# Kandūlān
Kandūlān (persiska: کندولان) är en ort i Iran.   Den ligger i provinsen Kurdistan, i den nordvästra delen av landet, 400 km väster om huvudstaden Teheran. Kandūlān ligger 1 660 meter över havet och antalet invånare är 168.
Terrängen runt Kandūlān är kuperad.Runt Kandūlān är det ganska glesbefolkat, med 50 invånare per kvadratkilometer. Närmaste större samhälle är Şāḩeb, 10,3 km norr om Kandūlān. Trakten runt Kandūlān består i huvudsak av gräsmarker.